# Хакерспейс
Хакерспейс (на английски: hackerspace, от англ. hacker и англ. space) е независимо физическо място, развивано и използвано от общност, често биваща организация с нестопанска цел, където хора с общи интереси, обикновено в сферата на компютрите, машините, технологиите, науката и дигиталното или електронните изкуства, могат да се срещат, общуват и сътрудничат.
Хакерспейсовете могат също да бъдат сравнени с други подобни инициативи и места, съществували в миналото, развивани от подобни общности със сходни цели и механизми на работа, като например клубове „Направи си сам“, кръжоци и др.

## Списък на подобни организации в България
Организации с подобна дейност започнаха да се възраждат и в България.
- init Lab (София)
- Hackafe (Пловдив)
- VarnaLab (Варна)
- BurgasLab (Бургас)
- ZaraLab (Стара Загора)
- PCVT (Велико Търново)